# Robin Friedrich
Robin Friedrich (* 9. März 2003 in Nordhausen) ist ein deutscher Fußballspieler.

## Werdegang
Der Stürmer Robin Friedrich begann seine Karriere bei der SG Görsbach/Auleben/Heringen und wechselte im Alter von zwölf Jahren in die Jugendabteilung des FC Carl Zeiss Jena. Zwei Jahre später folgte der Wechsel in den Nachwuchs von RB Leipzig.
Nach dem Ende seiner Juniorenzeit wechselte Friedrich zur zweiten Mannschaft von Hannover 96 und spielte in der viertklassigen Regionalliga Nord. Zur Saison 2023/24 folgte der Wechsel zum SC Verl in die 3. Liga. Seinen ersten Profieinsatz hatte Robin Friedrich am 23. August 2023 bei der 3:4-Niederlage beim 1. FC Saarbrücken, als er in der 83. Minute für Lars Lokotsch eingewechselt wurde. Im Januar 2024 wurde er an die zweite Mannschaft des SC Paderborn 07 verliehen. Im Anschluss daran wechselte er fest zum Halleschen FC.